# 데라다역 (도야마현)
데라다역(일본어: 寺田駅)은 일본 도야마현 나카니카와군 다테야마정에 위치한 도야마 지방 철도의 철도역이다. 도야마 지방 철도 본선의 소속역이며, 이 역을 기점으로 하는 다테야마 선 등 2개의 노선이 운행 중이다. 상대식 승강장 2면 2선을 하나 더 합친 4면 4선의 구조를 갖춘 지상역이다.

## 타는 곳
| 2 | ■ 본선        | 하행 | 가미이치 · 나카나메리카와 · 덴테쓰우오즈 · 구로베 · 우나즈키온센 방면 |                                    |
| 1 | ■ 본선        | 상행 | 덴테쓰토야마 방면                                                     | □ 우나즈키온센 방면으로부터의 열차 |
| 3 | ■ 본선        | 상행 | 덴테쓰토야마 방면                                                     | □ 다테야마 방면으로부터의 열차     |
| 4 | ■ 다테야마 선 | 하행 | 고햐쿠코쿠 · 이와쿠라지 · 다이센지 · 다테야마 방면                    |                                    |

## 이용 현황
| 연도 | 1일 평균 승차 인원 |
| ---- | ------------------ |
| 1995 | 490                |
| 1996 | 490                |
| 1997 | 449                |
| 1998 | 412                |
| 1999 | 384                |
| 2000 | 371                |
| 2001 | 352                |
| 2002 | 357                |
| 2003 | 355                |
| 2004 | 343                |
| 2005 | 351                |
| 2006 | 348                |
| 2007 | 357                |
| 2008 | 351                |
| 2009 | 336                |
| 2010 | 338                |
| 2011 | 331                |
| 2012 | 350                |
| 2013 | 320                |
| 2014 | 347                |
| 2015 | 350                |
| 2016 | 353                |

## 역 주변
- 시라이와 강

## 역사
- 1931년
  - 8월 15일 : 도야마 전기 철도 도야마다치호 역 - 가미이치 역 및 데라다 역 - 고햐쿠코쿠 역 간 개통에 의해, 나카니카와 군 후나하시 촌 다케노우치에 개업.
  - 12월 3일 : 당 역 역사의 낙성식이 거행됨.
- 1943년 1월 1일 : 도야마 전기 철도가 도야마 지방 철도가 되어, 당 역은 도야마 지방 철도의 소속역이 됨.
- 1993년 : 파크 & 랜드를 추진하기 위해, 무료 주차장을 설치함.
- 1998년 3월 31일 : 역사 개축 준공.
- 2000년 : 일본 중부의 역 백선에 선정됨.
- 2006년 9월 1일 : 주차장을 유료화함.

## 인접 역
| 도야마 지방 철도 ■ 본선            | 도야마 지방 철도 ■ 본선   | 도야마 지방 철도 ■ 본선      |
| ---------------------------------- | ------------------------- | ---------------------------- |
| 덴테쓰토야마 덴테쓰토야마 방면     | 특급                      | 가미이치 우나즈키온센 방면   |
| 이나리마치 덴테쓰토야마 방면       | 쾌속 특급 (상행선)        | 가미이치 우나즈키온센 방면   |
| 엣추후나하시 덴테쓰토야마 방면     | 급행                      | 가미이치 우나즈키온센 방면   |
| 엣추후나하시 덴테쓰토야마 방면     | 보통                      | 엣추이즈미 우나즈키온센 방면 |
| 도야마 지방 철도 ■ 다테야마 선     |                           |                              |
| 덴테쓰토야마 덴테쓰토야마 방면     | 특급 · 쾌속 급행 (하행선) | 고햐쿠코쿠 다테야마 방면     |
| 엣추후나하시 덴테쓰토야마 방면     | 급행 (하행선)             | 고햐쿠코쿠 다테야마 방면     |
| 엣추후나하시 덴테쓰토야마 방면     | 보통                      | 지고즈카 다테야마 방면       |
| 도야마 지방 철도 알프스 익스프레스 |                           |                              |
| 다테야마 다테야마 방면             | 알펜 특급                 | 가미이치 덴테쓰토야마 방면   |